# Aleksije I. Trapezuntski
Aleksije Veliki Komnen (grč. Αλέξιος Α΄ Μέγας Κομνηνός, Alexios I Megas Komnēnos) (oko 1182. – 1. veljače 1222.) bio je prvi car Trapezuntskog Carstva u današnjoj Turskoj.
Vladao je carstvom od 1204. do svoje smrti.
Oko 1205. Aleksije je branio svoj glavni grad Trabzon jer su ga napali Turci Seldžuci. Detalji Aleksijeve vladavine znani su nam iz izvora koje su napisali muslimani.
Godine 1214. Aleksija su Turci uhvatili na polju na kojem je branio grad Sinop. Grad se odbio predati rumskom sultanu Kaykausu I. i Aleksije je bio mučen pred stanovnicima grada. 
Ipak, nakon što se grad predao sultanu, Aleksije je bio oslobođen te je postao sultanov vazal.

## Obitelj
Aleksijevi roditelji bili su Manuel Komnen (sin Andronika I.) i njegova žena, Rusudan (princeza).
Aleksije je osnovao dinastiju Megas Komnen (Veliki Komneni) te je oženio ženu nepoznatog imena koja je danas znana kao Teodora. Aleksijev je brat bio David Komnen.
Aleksije i Teodora su bili roditelji Komnene, kao i sinova Ivana I. i Manuela I.